# Darren James
Darren James (Detroit, Míchigan, Estados Unidos, n. 25 de febrero de 1964) es un actor pornográfico y entrenador personal afroamericano.
James y varios otros actores de cine adulto contrajeron el VIH (virus de inmunodeficiencia humana) en Brasil, durante la filmación de películas para adultos; su diagnóstico puso en estado de choque a la industria del cine porno y figuró en los titulares informativos alrededor del mundo en 2004. Este evento siguió a otro escándalo por VIH que involucró al actor porno Marc Wallice en 1998.
Para prevenir más contagios, se inició una búsqueda urgente de los potenciales actores infectados. La búsqueda y subsecuentes pruebas fueron conducidas por la Fundación para el Cuidado Médico de la Industria del Cine para Adultos (Adult Industry Medical Health Care Foundation, en inglés). Se cree que James fue infectado por la actriz porno brasileña Bianca Biaggi después de haber tenido sexo anal sin protección con ella.
Para el final del mes se había descubierto que tres actrices también habían llegado a infectarse con el virus. Estas actrices eran la debutante canadiense Lara Roxx, Miss Arroyo y la actriz checa Jessica Dee. Roxx había ingresado en el cine porno tan solo dos meses antes de contraer el virus.
Los consiguientes temores por la infección con el VIH, así como el escándalo público y las críticas a la industria que siguieron al estallido de la epidemia, causaron una moratoria temporal voluntaria de treinta días en la producción de películas para adultos en los Estados Unidos.
Según James, su diagnóstico así como la divulgación pública —que fue como su familia se enteró de su carrera pornográfica— lo dejó tan consternado que intentó suicidarse. Después de su recuperación, demandó a la Fundación para el cuidado médico de la industria del cine para adultos por la divulgación pública de su condición. La demanda se resolvió fuera de los tribunales, con el resto de los términos bajo confidencialidad. James llegó a encontrar un empleo como guardia de seguridad, y continúa en esa línea de trabajo desde 2009.
En 2005, el cese temporal sufrido en la industria del porno fue el tema del primer episodio de The Dark Side of Porn, una serie documental británica producida por Channel 4.